# Stephen Peace
J. Stephen Peace, auch Steve Peace (* 30. März 1953 in San Diego, Kalifornien) ist ein US-amerikanischer Politiker, Schauspieler, Drehbuchautor und Filmproduzent.

## Leben
Stephen „Steve“ Peace besuchte die Bonita Vista High School in Chula Vista, anschließend studierte er Politikwissenschaft an der University of California in San Diego. 1973 heiratete er seine Mitschülerin Cheryl. Nach dem Ende seines Studiums arbeitete er an dem B-Movie Angriff der Killertomaten. Er komponierte mehrere Titel für den Soundtrack, spielte eine der Hauptrollen und war einer der Produzenten und Drehbuchautoren. Die Parodie auf das Science-Fiction- und Horror-Genre erhielt zwar vernichtende Kritiken, entwickelte sich jedoch über die Jahre zu einem Kultfilm, dem mehrere Fortsetzungen sowie eine Zeichentrickserie folgten. Peace war in verschiedenen Funktionen an diesen Fortsetzungen beteiligt.
1982 wurde er als Vertreter der Demokratischen Partei in die California State Assembly gewählt, 1993 wechselte er in den Senat von Kalifornien. In dieser Zeit war er unter anderem an der Restrukturierung des staatlichen Elektrizitätssystems beteiligt, welche später von der Presse kritisch auch Steve Peace death march genannt und in Zusammenhang mit der Energiekrise in Kalifornien der Jahre 2000–2001 gebracht wurde. Aufgrund der Amtszeitbeschränkung verließ er 2002 den Senat und wurde vom damaligen Gouverneur von Kalifornien Gray Davis zum Finanzvorstand Kaliforniens bestimmt. 2008 trat er der Anwaltskanzlei Brownstein Hyatt Farber Schreck bei.
Peace ist seit 1973 verheiratet und hat drei Kinder.

## Filmografie
- 1978: Angriff der Killertomaten (Produzent, Darsteller, Drehbuch, Soundtrack)
- 1987: Eine total verrückte Formel (Produzent, Darsteller, Drehbuch)
- 1988: Die Rückkehr der Killertomaten (Produzent, Darsteller, Drehbuch)
- 1990: Die Killertomaten schlagen zurück (Produzent, Darsteller)
- 1990: Attack of the Killer Tomatoes (Zeichentrickserie, Produzent)
- 1991: Killer Tomatoes Eat France! (Produzent, Drehbuch)